# Hirson
Hirson [iʁsɔ̃] ist eine französische Gemeinde mit 8565 Einwohnern (Stand 1. Januar 2022) im Département Aisne in der Region Hauts-de-France.

## Geographie

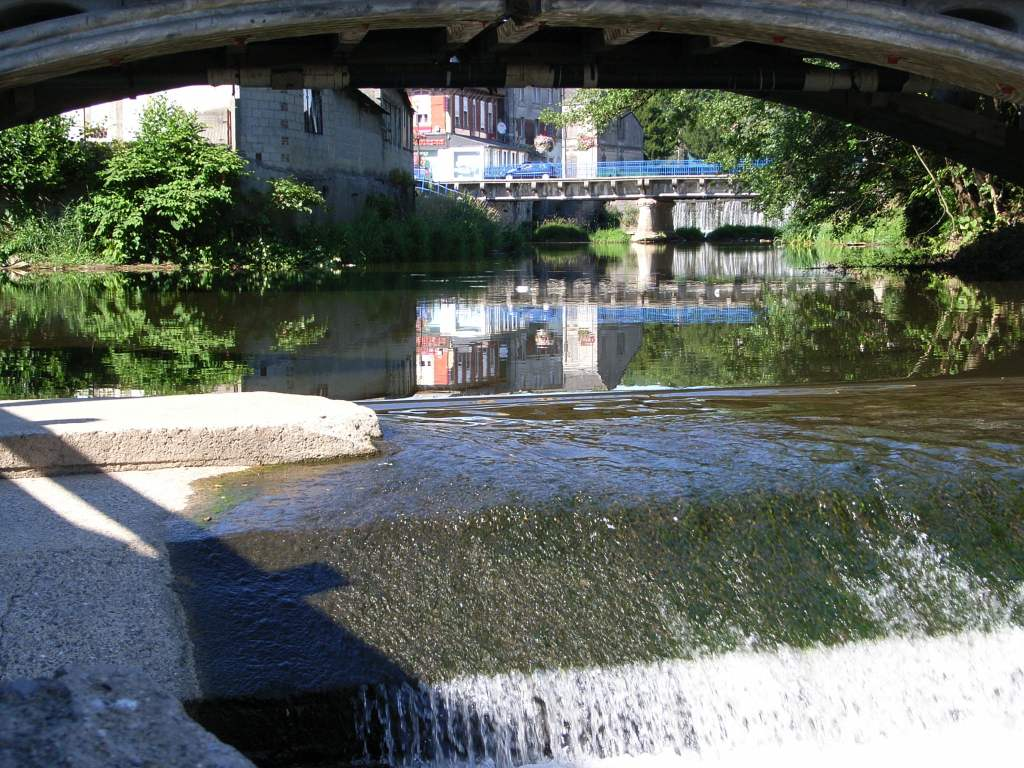
Die Oise in Hirson

Die Stadt liegt etwa 80 Kilometer nördlich von Reims und ist zehn Kilometer von der belgischen Grenze entfernt. Der in Belgien entspringende Fluss Oise und sein linker Nebenfluss Gland durchfließen die Stadt. Im Norden erstrecken sich große Waldgebiete der Thiérache.

## Bevölkerungsentwicklung
| Jahr      | 1962   | 1968   | 1975   | 1982   | 1990   |
| Einwohner | 11.715 | 11.858 | 11.986 | 11.348 | 10.173 |

| Jahr      | 1999   | 2007 | 2018 |
| Einwohner | 10.327 | 9473 | 8800 |

## Sehenswürdigkeiten
- Benediktinerabtei Saint-Michael-en-Thiérache
- Kirche Notre-Dame-de-Lourdes
- Musée Alfred Desmasures[1]

## Verkehr

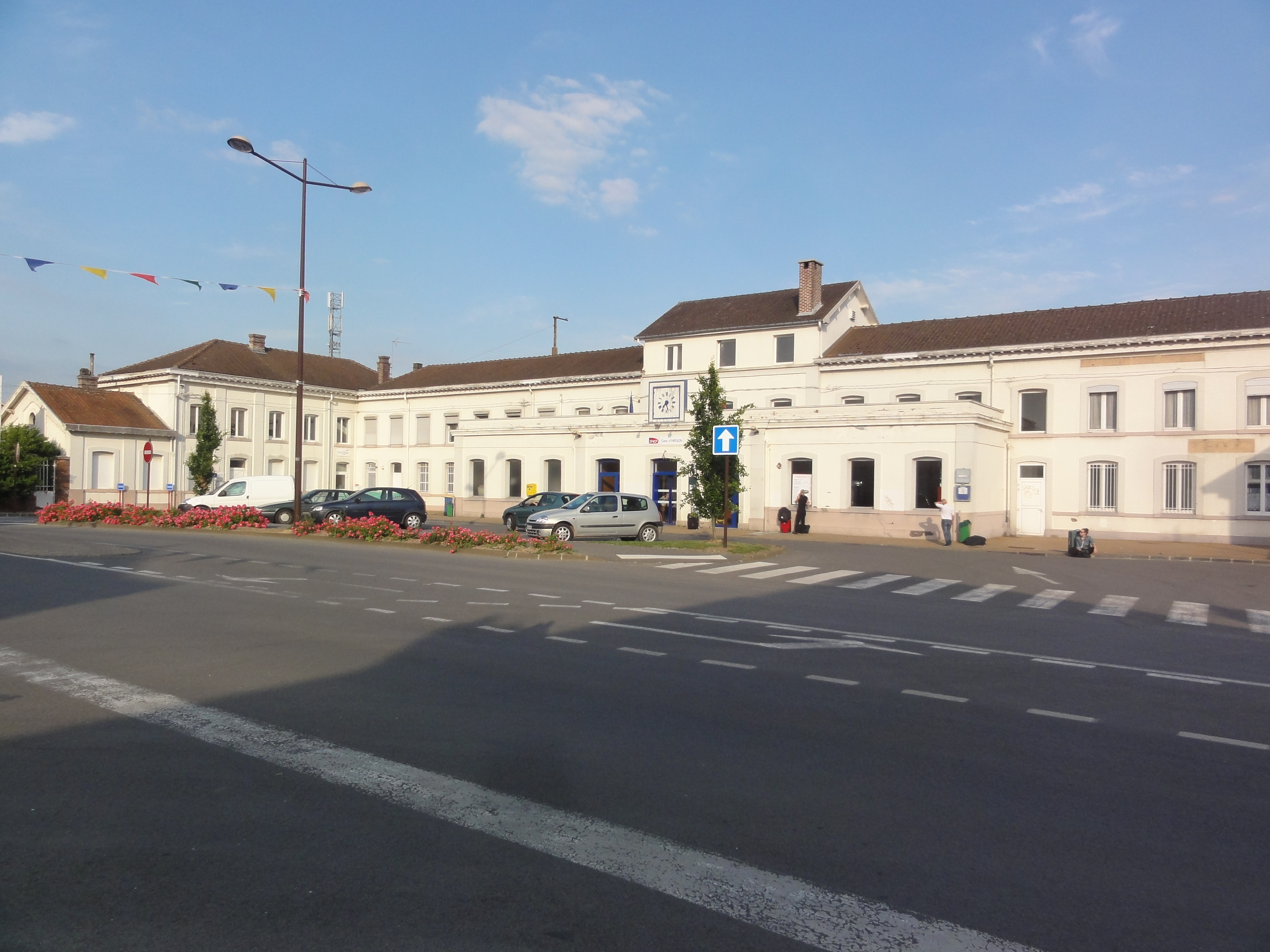
Empfangsgebäude des Bahnhofs

Der Bahnhof Hirson ist Endpunkt der Strecken aus Lille und Paris, Anfangspunkt der Bahnstrecke Hirson–Amagne-Lucquy und war Endpunkt der Strecken aus Charleville-Mézières und Busigny.

## Partnerstädte
- Seit dem 5. Juli 1958 mit Schramberg im Landkreis Rottweil in Baden-Württemberg[2]
- Seit 1997 mit Königsee im Landkreis Saalfeld-Rudolstadt in Thüringen[3]